# Ruhen (Recht)
Unter Ruhen versteht man in der juristischen Fachsprache, dass ein rechtlicher Anspruch oder ein sonstiges Rechtsverhältnis zwar fortbesteht, aber vorübergehend nicht geltend gemacht oder ausgeübt werden kann. Das Rechtsverhältnis bleibt in solchen Fällen bestehen, daraus werden aber keine subjektiven Rechte und Pflichten hergeleitet. Der Begriff wird auch im Verfahrensrecht verwendet: Beim Ruhen des Verfahrens wird ein Verwaltungsverfahren oder ein gerichtliches Verfahren nicht mehr weiter betrieben, sondern ausgesetzt. Nach dem Wegfall der Gründe für das Ruhen kann das Rechtsverhältnis wieder aufleben bzw. das Verfahren wieder aufgenommen (fortgesetzt) werden.
Die Voraussetzungen, unter denen ein Anspruch oder ein Verfahren ruhen können, sind nicht allgemein geregelt; sie sind im Gesetz verschiedentlich bestimmt. Abgesehen von diesen Fällen steht es im Belieben der Parteien, ob sie einen Anspruch gegen einen anderen geltend machen oder nicht. Auch ein ursprünglich geltend gemachter Anspruch kann fallengelassen werden, zum Beispiel indem eine Klage nicht weiter betrieben wird. Häufig wird man aber in solchen Fällen oder anstelle des Ruhens im Interesse der Rechtssicherheit und des Rechtsfriedens eine verbindliche und abschließende Klärung eines rechtlichen Konflikts herbeiführen, um ihn beizulegen, sei es im Wege einer Einigung oder durch eine behördliche oder eine gerichtliche Entscheidung.

## Deutschland

### Familienrecht
Im Familienrecht kann die elterliche Sorge aus verschiedenen Gründen ruhen. Das Gesetz nennt hierfür als rechtlichen Grund die Geschäftsunfähigkeit oder die Beschränkung der Geschäftsfähigkeit eines Elternteils sowie tatsächliche Gründe, soweit das Familiengericht dies feststellt. Auch nach einer vertraulichen Geburt ruht die elterliche Sorge der Mutter. In diesen Fällen kann die elterliche Sorge wieder aufleben, wenn das Hindernis, das zu ihrem Ruhen geführt hatte, wegfällt (§§ 1673–1675 BGB).

### Arbeitsrecht
Nach allgemeiner Auffassung kommt es zum Ruhen des Arbeitsverhältnisses insbesondere während der Elternzeit, aber auch bei einem rechtmäßigen Streik. Wenn der Arbeitnehmer Wehr- oder Zivildienst leistet, ordnen § 1 ArbPlSchG, § 78 ZDG das Ruhen des Arbeitsverhältnisses ausdrücklich an. Während dieser Zeit bestehen die Hauptpflichten des Dienstvertrags – die Leistung von Diensten gegen Zahlung von Arbeitsentgelt – nicht.

### Sozialrecht
Auch Ansprüche auf Sozialleistungen können ruhen. Das geschieht im Fall von Geldleistungen meist, um Leistungen zu vermeiden, wenn der Betroffene anderweitig versorgt ist. Beispielsweise ruht der Anspruch auf Zahlung von Krankengeld, solange das Arbeitsentgelt an den Betroffenen fortgezahlt wird oder soweit dieser bestimmte sonstige Leistungen während der Arbeitsunfähigkeit bezieht, § 49 SGB V. Während des Ruhens eines Anspruchs bleibt das sogenannte Stammrecht auf die Leistung erhalten. Der Anspruch besteht also fort, die Leistung kann aber während des Ruhens nicht mehr geltend gemacht werden. Weitere Fälle des Ruhens im Krankenversicherungsrecht sind in § 16 SGB V geregelt. Hervorzuheben ist das Ruhen des Leistungsanspruchs gemäß § 16 Abs. 3a SGB V bei Beitragsrückstand.

### Verwaltungsverfahrensrecht und gerichtliches Verfahren
Vom Ruhen des Verfahrens spricht man, wenn ein Verwaltungs- oder ein gerichtliches Verfahren auf Antrag oder von Amts wegen für eine bestimmte oder auf unbestimmte Zeit ausgesetzt wird. Es wird dadurch nicht abgeschlossen, sondern kann jederzeit wieder aufgenommen werden.

### Berufsrecht
Ein Arzt, dessen Approbation auf Anordnung oder wegen Verzichts ruht (§ 6, § 9 Bundesärzteordnung), darf den ärztlichen Beruf nicht ausüben.
Ein Rechtsanwalt kann nicht beantragen, die Zulassung zur Rechtsanwaltschaft „ruhen“ zu lassen. Er kann aber von der Kanzleipflicht befreit werden. Er bleibt dann Mitglied der für ihn zuständigen Rechtsanwaltskammer, und die Pflichten zur Zahlung des diesbezüglichen Mitgliedsbeitrags sowie eines Mindestbeitrags zum berufsständischen Versorgungswerk, zur Fortbildung und zur Aufrechterhaltung einer Berufshaftpflichtversicherung bleiben bestehen, er braucht aber vorübergehend seinen Beruf nicht mehr auszuüben (§ 27, § 29 BRAO).